# Nagoum Yamassoum

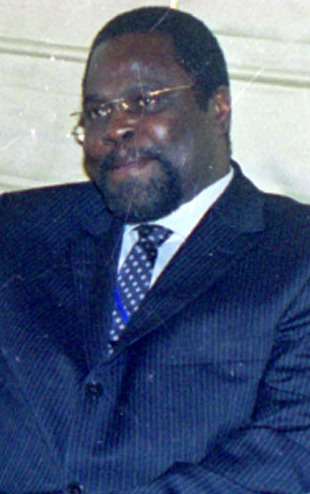
Nagoum Yamassoum

Nagoum Yamassoum, född 1954, var regeringschef i Tchad från den 13 december 1999 till den 12 juni 2002. Mellan 2003 och 2005 var han landets utrikesminister. 
Yamassoum doktorerade i statsvetenskap vid Bordeaux universitet i Frankrike. Han ledde president Idriss Débys valkampanj vid presidentvalet 1996. Efter att han varit ordförande för Tchads författningsråd utnämndes han till Tchads regeringschef den 13 december 1999. Tidigare hade han även varit utbildningsminister och kulturminister. Han tjänstgjorde som regeringschef fram till den 12 juni 2002, då han avgick och ersattes av Haroun Kabadi. I juni 2003 då Kabadis regering avgick och en ny regering, ledd av Moussa Faki, tog över blev Yamassoum utsedd till utrikesminister ("Minister of State for Foreign Affairs"). Han avgick från posten i augusti 2005. 